# Vlastimil Hort
Pour les articles homonymes, voir Hort.
Vlastimil Hort, né le 12 janvier 1944 à Kladno (protectorat de Bohême-Moravie, Troisième Reich) et mort à Eitorf (Rhénanie-du-Nord-Westphalie, République fédérale d'Allemagne) le 12 mai 2025, est un joueur d'échecs tchécoslovaque puis allemand. Grand maître international depuis 1965, six fois champion de Tchécoslovaquie et trois fois champion d'Allemagne, il est l'un des plus forts joueurs de la fin des années 1960 aux années 1980.
Hort atteint le stade du tournoi des candidats au championnat du monde d'échecs en 1977, mais est éliminé au premier tour par le champion du monde Boris Spassky.

## Carrière

### Champion de Tchécoslovaquie

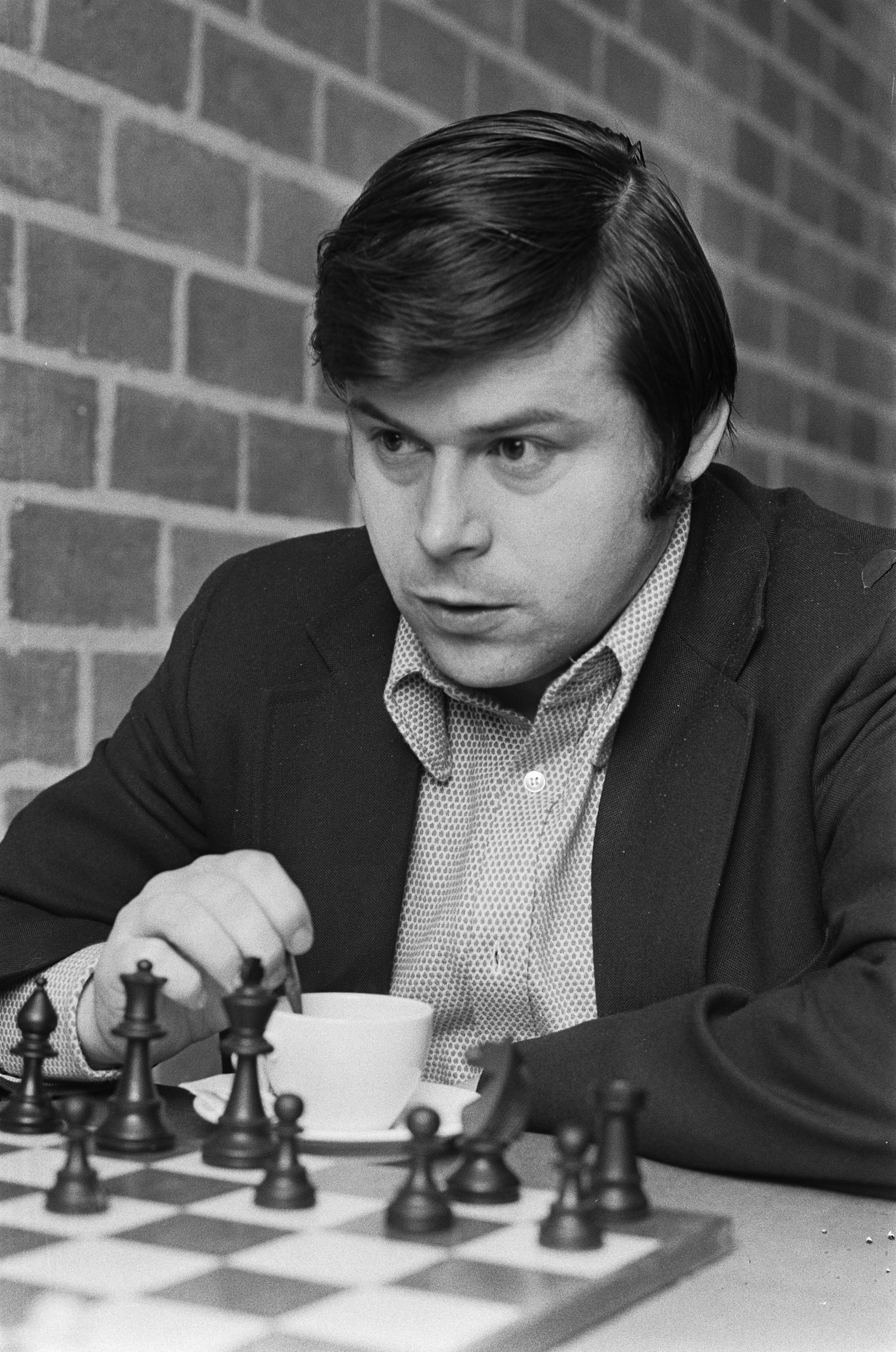
Vlastimil Hort en 1973.

Vlastimil Hort était citoyen tchécoslovaque pendant la première partie de sa carrière, remportant le championnat national en 1969, 1970, 1971, 1972, 1975 et 1977. Il obtint le titre de grand maître en 1965.

### Tournois internationaux
Vlastimil Hort remporta des tournois importants, comme :
- le tournoi de Hastings en 1967-1968, 1973-1974 et 1974-1975 ;
- Skopje 1969 (ex æquo avec Matulović, devant Smyslov, Uhlmann et Kholmov) ;
- le mémorial Capablanca à La Havane en 1971 ;
- le tournoi de Reykjavik en 1972 ;
- le mémorial Rubinstein à Polanica-Zdroj en 1977 ;
- le tournoi IBM d'Amsterdam 1979, ex æquo avec Gyula Sax ;
- le tournoi d'échecs de Sarajevo en 1980 ;
- le tournoi de grands maîtres de Bienne en 1981 et 1984 ;
- le tournoi de Dortmund en 1982 ;
- l'open d'Amsterdam en 1982 et 1987.

Il fut quatre fois deuxième du tournoi de Wijk aan Zee (en 1968, 1970, 1972 et 1975) et également deux fois troisième (en 1982 et 1983).

### Match URSS - Reste du monde (1970)
Vlastimil Hort est reconnu comme l'un des plus forts joueurs non-soviétiques. Ceci l'amène à représenter le Reste du monde dans le match URSS contre le reste du monde de 1970, où il occupa le quatrième échiquier et obtint un résultat remarquable de +1 contre le fort joueur soviétique Lev Polougaïevski.

### Tournois interzonaux et match des candidats (1977)

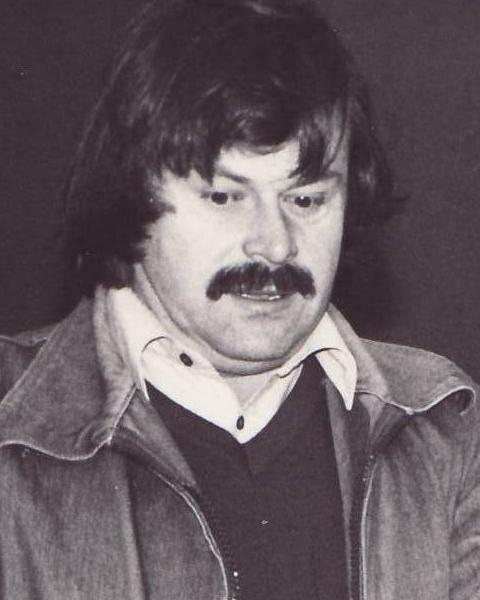
Vlastimil Hort en 1982.

Vlastimil Hort participa à plusieurs tournois zonaux et interzonaux qualificatifs pour la détermination du challenger du champion du monde. Il obtint en général de bons résultats, mais sans jamais parvenir à la finale.
En 1967, à Sousse, il finit sixième-huitième ex æquo du tournoi interzonal, mais il termine septième après un départage à trois disputé à Los Angeles. Lors du tournoi interzonal de 1970 à Palma de Majorque, il termine à la treizième place avec la moitié des points (11,5 / 23). En 1973, à Petropolis, seuls trois joueurs étaient qualifiés et Hort finit à la septième place avec 10 points sur 16.
En 1976, grâce à sa troisième place à l'interzonal de Manille,  il parvint au stade des matchs des candidats. En 1977-1978, il fut éliminé au premier tour dans un match disputé contre Boris Spassky à Reykjavik.
La réputation de sportivité de Hort est confirmée à l'occasion de ce match : alors que Spassky tombe malade et ne peut plus jouer, il épuise les jours de report normalement autorisés sans qu'il soit à même de reprendre de combat. Alors que Hort aurait pu réclamer le gain du match par forfait, il offre à Spassky le bénéfice de ses propres jours de report de façon que l'ancien champion du monde puisse se rétablir, un geste particulièrement élégant.
La dernière partie de ce match est curieuse : Hort a une position clairement gagnante mais oublie la pendule de façon inexpliquée et perd au temps, offrant la victoire de la partie et du match à Spassky. Le jour suivant, Hort donne une simultanée à 600 joueurs, un record, expliquant qu'il voulait ainsi évacuer le souvenir de cette défaite stupide contre Spassky.
En 1985, Hort finit sixième du tournoi interzonal de Tunis ; seuls les cinq premiers étaient qualifiés.

### Champion d'Allemagne (RFA)
Vlastimil Hort émigra en Allemagne de l'Ouest en 1979, et représenta la fédération allemande dans les compétitions internationales à partir de 1986. Il remporta le championnat national de RFA trois éditions successives : en 1987 (au départage devant Ralf Lau), 1989 (au départage devant Eckhard Schmittdiel) et 1991 (championnat réunifié). En dépit de son âge, il reste un joueur actif en tournoi, défendant les couleurs de l'Allemagne réunifiée et participant notamment au tournoi « Vétérans contre dames ».

### Compétitions par équipe
Vlastimil Hort a disputé quatorze olympiades : onze avec la Tchécoslovaquie (entre 1960 et 1984) et trois avec l'Allemagne (en 1988, 1990 et 1992). Il a remporté la médaille d'argent par équipe en 1982 (il jouait au premier échiquier) et deux médailles individuelles : en 1962 (médaille de bronze au troisième échiquier) et en 1972 (médaille d'argent au premier échiquier).
Lors des championnats d'Europe par équipe, il a remporté une médaille de bronze individuelle en 1970 au premier échiquier tchécoslovaque et une médaille de bronze par équipe avec l'Allemagne en 1989.

## Une partie remarquable

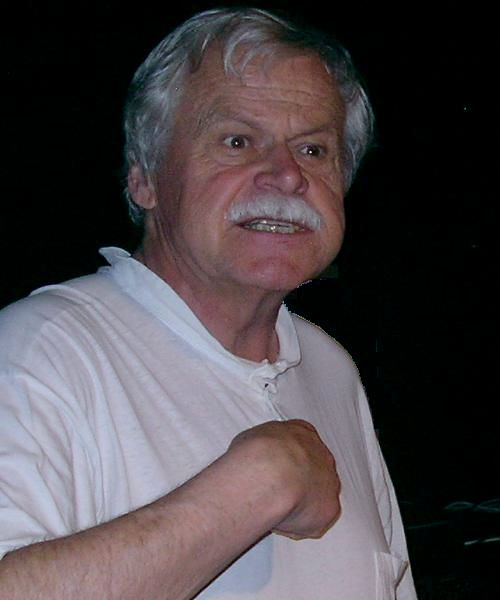
Vlastimil Hort en 2009.

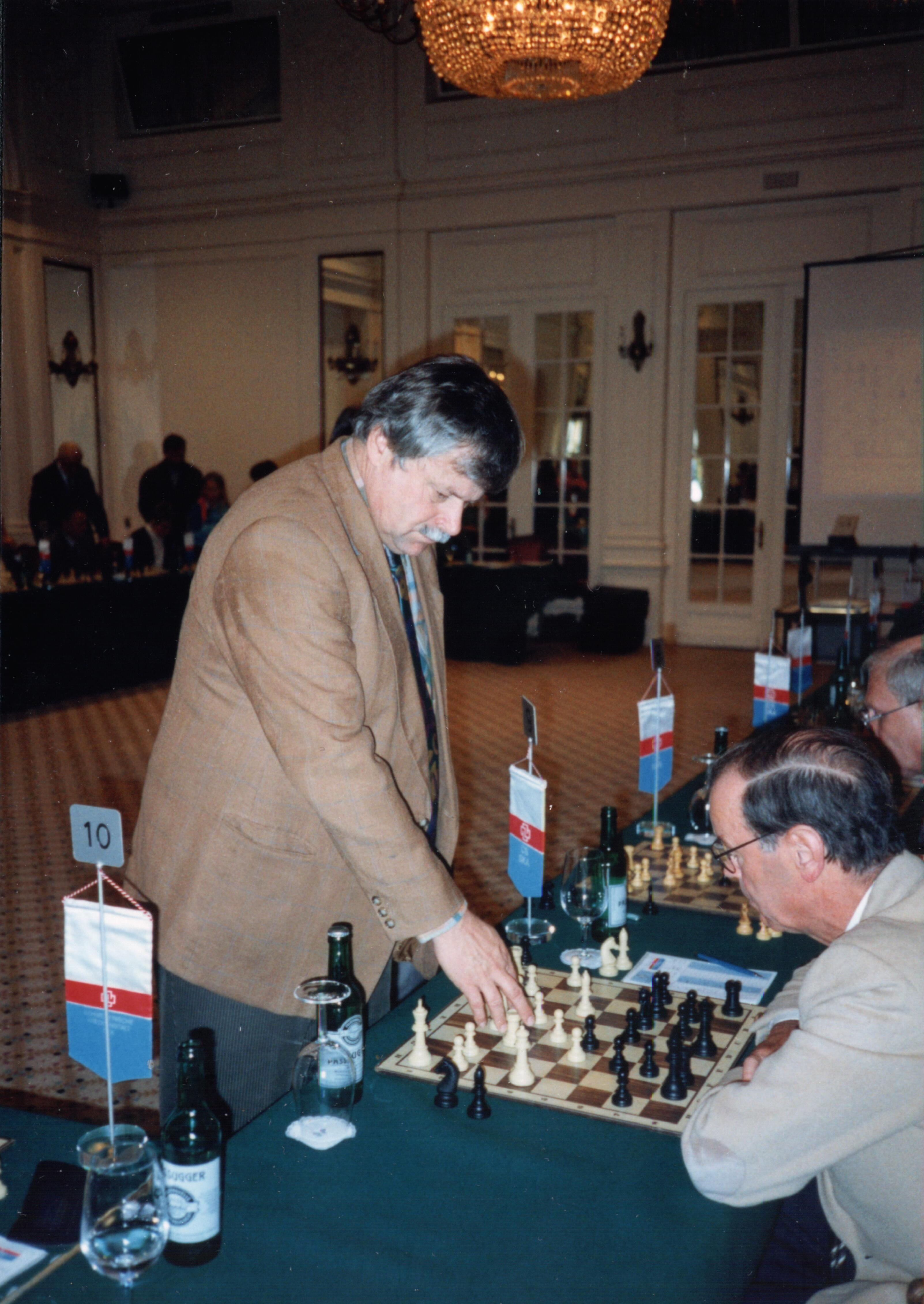
Simultanée de Vlastimil Hort en 1997.

Voici une partie du tournoi zonal de 1967, qualificatif pour l'interzonal, qui s'est tenu à Halle en Allemagne de l'Est. Elle illustre bien la capacité de Hort à convertir un avantage positionnel en attaque gagnante. Son adversaire est un maître international yougoslave de premier plan, Dragoljub Minić.
Hort-Minić, Défense est-indienne
1.d4 Cf6 2.c4 g6 3.Cc3 Fg7 4.e4 d6 5.Fe2 O-O 6.Fg5 c5 7.d5 h6 8.Fe3 Rh7 9.Cf3 Te8 10.O-O Cbd7 11.Dc2 e6 12.dxe6 Txe6 13.Tad1 De7 14.Tfe1 Cxe4 15.Cd5 Dd8 16.Fd3 f5 17.Cf4 Te8 18.Fxe4 Txe4 19.Txd6 Dc7 20.Txg6 Txf4 21.Fxf4 Dxf4 22.Txg7+ Rxg7 23.Dc3+ Cf6 24.Te7+ Rg6 25.Ce5+ Rh5 26.Tg7 Fe6 27.Dh3+ Dh4 28.Cg6 1-0.
Dans la position finale, si les Noirs capturent la dame, les Blancs ont un mat élégant avec 29. Cf4+ Rh4 30. g3+!